# Lorenzo di Werle
Lorenzo di Werle (1339 – 1393) è stato un principe di Meclemburgo e signore di Werle-Güstrow.

## Biografia
Lorenzo di Werle era il figlio maggiore di Nicola III di Werle.
Alla morte del padre, nel 1360, egli ereditò il ramo Werle-Güstrow della signoria di Werle che governò da solo fino al 1365 e con il fratello Giovanni fino al 1377 quando questo morì.
Lorenzo viene nominato l'ultima volta nei documenti il 24 febbraio 1393 nentre in uno scritto datato 6 maggio 1394 risulta già morto.
Lorenzo era sposato con Mechthild figlia di Nicola IV di Werle
da cui ebbe tre figli:
- Baldassarre, signore di Werle-Güstrow;
- Giovanni VII, signore di Werle-Güstrow;
- Guglielmo, signore di Wenden, di Werle-Güstrow, e di Werle-Waren.

## Ascendenza
|                                       |                                  |                                         | Genitori                                 |  |  | Nonni |  |  | Bisnonni                     |  |  | Trisnonni                  |  |
|                                       |                                  |                                         |                                          |  |  |       |  |  | Giovanni I, signore di Werle |  |  | Nicola I, signore di Werle |  |
|                                       |                                  |                                         |                                          |  |  |       |  |  | Giovanni I, signore di Werle |  |  | Nicola I, signore di Werle |  |
|                                       |                                  | Jutta di Anhalt                         |                                          |  |  |       |  |  | Giovanni I, signore di Werle |  |  |                            |  |
| Giovanni II, signore di Werle-Güstrow |                                  |                                         |                                          |  |  |       |  |  | Giovanni I, signore di Werle |  |  |                            |  |
|                                       |                                  | Sofia di Lindow-Ruppin                  | Guntero I, conte di Lindow-Ruppin        |  |  |       |  |  |                              |  |  |                            |  |
|                                       |                                  | Sofia di Lindow-Ruppin                  | Guntero I, conte di Lindow-Ruppin        |  |  |       |  |  |                              |  |  |                            |  |
|                                       |                                  | Sofia di Lindow-Ruppin                  | Eufemia di Rügen                         |  |  |       |  |  |                              |  |  |                            |  |
| Nicola III, signore di Werle-Güstrow  |                                  | Sofia di Lindow-Ruppin                  |                                          |  |  |       |  |  |                              |  |  |                            |  |
|                                       |                                  | Enrico I, duca di Brunswick-Grubenhagen | Alberto I, duca di Brunswick-Grubenhagen |  |  |       |  |  |                              |  |  |                            |  |
|                                       |                                  | Enrico I, duca di Brunswick-Grubenhagen | Alberto I, duca di Brunswick-Grubenhagen |  |  |       |  |  |                              |  |  |                            |  |
|                                       |                                  | Enrico I, duca di Brunswick-Grubenhagen | Agnese I di Brunswick-Wolfenbüttel       |  |  |       |  |  |                              |  |  |                            |  |
| Matilde di Brunswick-Grubenhagen      |                                  | Enrico I, duca di Brunswick-Grubenhagen |                                          |  |  |       |  |  |                              |  |  |                            |  |
|                                       |                                  | Elisabetta di Brunswick-Göttingen       | Ottone I, duca di Brunswick-Göttingen    |  |  |       |  |  |                              |  |  |                            |  |
|                                       |                                  | Elisabetta di Brunswick-Göttingen       | Ottone I, duca di Brunswick-Göttingen    |  |  |       |  |  |                              |  |  |                            |  |
|                                       |                                  | Elisabetta di Brunswick-Göttingen       | Margherita di Berg                       |  |  |       |  |  |                              |  |  |                            |  |
| Lorenzo, signore di Werle-Güstrow     |                                  | Elisabetta di Brunswick-Göttingen       |                                          |  |  |       |  |  |                              |  |  |                            |  |
|                                       | Enrico I, signore di Meclemburgo | Giovanni I, signore di Meclemburgo      |                                          |  |  |       |  |  |                              |  |  |                            |  |
|                                       | Enrico I, signore di Meclemburgo | Giovanni I, signore di Meclemburgo      |                                          |  |  |       |  |  |                              |  |  |                            |  |
|                                       | Enrico I, signore di Meclemburgo | Liutgarda di Henneberg                  |                                          |  |  |       |  |  |                              |  |  |                            |  |
| Enrico II, signore di Meclemburgo     | Enrico I, signore di Meclemburgo |                                         |                                          |  |  |       |  |  |                              |  |  |                            |  |
|                                       |                                  | Anastasia di Pomerania-Stettino         | Barnim I, duca di Pomerania-Stettino     |  |  |       |  |  |                              |  |  |                            |  |
|                                       |                                  | Anastasia di Pomerania-Stettino         | Barnim I, duca di Pomerania-Stettino     |  |  |       |  |  |                              |  |  |                            |  |
|                                       |                                  | Anastasia di Pomerania-Stettino         | Marianna                                 |  |  |       |  |  |                              |  |  |                            |  |
| Agnese di Meclemburgo                 |                                  | Anastasia di Pomerania-Stettino         |                                          |  |  |       |  |  |                              |  |  |                            |  |
|                                       |                                  | Alberto II, duca di Sassonia-Wittenberg | Alberto I, duca di Sassonia              |  |  |       |  |  |                              |  |  |                            |  |
|                                       |                                  | Alberto II, duca di Sassonia-Wittenberg | Alberto I, duca di Sassonia              |  |  |       |  |  |                              |  |  |                            |  |
|                                       |                                  | Alberto II, duca di Sassonia-Wittenberg | Elena di Brunswick-Lüneburg              |  |  |       |  |  |                              |  |  |                            |  |
| Anna di Sassonia-Wittenberg           |                                  | Alberto II, duca di Sassonia-Wittenberg |                                          |  |  |       |  |  |                              |  |  |                            |  |
|                                       |                                  | Agnese d'Asburgo                        | Rodolfo I d'Asburgo, re dei Romani       |  |  |       |  |  |                              |  |  |                            |  |
|                                       |                                  | Agnese d'Asburgo                        | Rodolfo I d'Asburgo, re dei Romani       |  |  |       |  |  |                              |  |  |                            |  |
|                                       |                                  | Agnese d'Asburgo                        | Gertrude di Hohenberg                    |  |  |       |  |  |                              |  |  |                            |  |
|                                       |                                  | Agnese d'Asburgo                        |                                          |  |  |       |  |  |                              |  |  |                            |  |